# Куп Србије и Црне Горе у рагбију 2005.
Куп Србије и Црне Горе у рагбију 2005. је било 2. издање Купа Србије и Црне Горе у рагбију. 
Трофеј је освојио Партизан.
| Освајач купа Србије и Црне Горе у рагбију 2005. |
| ----------------------------------------------- |
| Рагби клуб Партизан 12. трофеј                  |